# The Real Ghostbusters
The Real Ghostbusters (conocida como Los verdaderos cazafantasmas en Hispanoamérica o Los auténticos cazafantasmas en España) es una serie de animación basada en la película Los cazafantasmas, que fue un gran éxito de los años 1980. Esta serie se realizó entre los años 1986 y 1991 como una especie de spin-off, y fue producida por Columbia Pictures y DIC Entertainment. El título Real («Verdaderos») se añadió, luego de una disputa con la compañía Filmation y su propia versión animada de Los Cazafantasmas (The Original Ghostbusters) que no se basaba en la referida película, quienes ya habían hecho una versión en imagen real en 1975. La serie continúa las aventuras de los doctores Peter Venkman, Egon Spengler y Ray Stantz, de Winston Zeddemore, la secretaria Janine Melnitz y su mascota, el fantasma Slimer (Pegajoso en Latinoamérica o Moquete en la versión española), en el negocio de la investigación de fenómenos paranormales. El éxito de la serie animada animó a sus creadores a producir una serie de Cómic, que se publicó de forma paralela.
El líder no oficial del grupo, el Dr. Peter Venkman, es quien toma la decisión de si los Cazafantasmas aceptarán un caso o no. El Dr. Egon Spengler, un genio científico, proporciona la tecnología que el grupo necesita para interaccionar con el reino etéreo. En muchos episodios, Egon encuentra una solución cuando toda esperanza parece perdida. El Dr. Ray Stantz se presenta como una mente mecánica en el equipo aunque por dentro es como un niño. Winston Zeddemore encarna la determinación, siempre con su arma, "el rayo de protones", a punto. Si bien Zeddemore era el personaje menos desarrollado en la película, ganó protagonismo en esta caracterización de dibujos animados.
Hubo también dos historietas inspiradas en la serie: uno publicado mensualmente por Now Comics en Estados Unidos y otro publicado semanalmente por Marvel Comics en el Reino Unido, acompañado con su línea popular de juguetes fabricada por Kenner.

## Historia
Después del éxito de la película, se empezó a producir esta serie para la televisión. Al mismo tiempo, Filmation creó la serie de animación conocida en español como Los Cazafantasmas (The Original Ghostbusters), la cual se basaba en la serie en imagen real que la misma compañía hizo en los 70. Desmintiendo rumores, a Columbia se le permitió usar el nombre Ghostbusters pero agregándole Real para diferenciarlo de la caricatura de Filmation.
Con los personajes diseñados por Jin McDermott, los personajes animados fueron dramáticamente rediseñados de tal manera que tuvieran un cierto parecido a los personajes de la película para evitar conflictos de derechos. De todas formas, la serie animada tiene muchos elementos de la película. El Hombre de Malvavisco (Stay Puft) aparece en muchos episodios e interactúa con Walter Peck, el Agente de Protección Ambiental que aparece en la película original. El uniforme también cambió para los personajes principales a excepción de Ray Stantz; los cambios en la unidad contenedora y por qué Pegajoso/Moquete (Slimer) vive con los Cazafantasmas se explica en el episodio "Ciudadano Fantasma" (Episodio 01), el cual explica los hechos que sucedieron después de la película. Después de la película Ghostbusters II, el personaje de Louis Tully fue presentado en el show y su voz hecha por Rodger Bumpass. En el episodio "Socios en el Limo", Peter fue cubierto con la misma psico-reactiva-pegajosa sustancia de la película Ghostbusters II. Ernie Hudson quien tuvo un papel en la película, audicionó para el mismo rol en la serie animada, pero al final el rol le fue dado a Arsenio Hall.
J. Michael Straczynski, el escritor jefe del show por los primeros 2 años, dio a la serie un tono oscuro pocas veces visto en las caricaturas de los sábados por la mañana. La serie frecuentemente se inspiró de la literatura popular como cuentos de hadas y folclóricas. Hasta dio lugar especial a la Noche de Brujas.
Cuando los productores empezaron a ver el papel del personaje Pegajoso/Moquete, el show empezó a ser más prominente. En 1988 la serie fue retocada y renombrada Slimer and the Real Ghostbusters (Pegajoso/Moquete y los verdaderos Cazafantasmas). El show ahora caracterizaba un formato de un típico episodio de los cazafantasmas y su amigo pegajoso/Moquete. Como la serie progresaba fue bajando de tono debido al creciente público infantil. Adicionalmente los personajes fueron más unidimensionales. Más cambios se harían con la partida de Straczynski.
Dave Coulier de Full House vino a llenar el rol de Peter Venkman, Buster Jones tomaría a Winston y Kath Soucie a Janine. Muchos de los viejos fanáticos se disgustaron conforme la serie se fue haciendo más infantil al final de la década. La franquicia de los Cazafantasmas cayó poco a poco hasta quedar fuera del público. La serie se canceló en 1991.
La serie hizo uso de una rica y diversa variedad de historias folclóricas, mitología y cultura popular, estando dentro de los principios de la película. Por ejemplo, los Cazafantasmas se encontraron con gremlins, los dioses babilonios Marduk y Tiamat, las tres fatalidades de la mitología griega, espíritus caseros rusos llamados domovoi y cosas así. En el episodio "La llamada para la reunión de Cthulhu" hace referencia a la creación del escritor de horror H.P. Lovecraft de los años '20 (conocido por "La Llamada de Cthulhu", su creación más famosa). Específicamente, el episodio se enfrentan al Necronomicón y los Cazafantasmas lo desarman en el clímax. Como lo sugiere el señor Howard, amigo de Ray Stantz; Clark Ashton, una referencia al compañero del escritor y su amigo Clark Ashton Smith y el personaje Alice Derleth siendo una referencia al compañero del escritor y amigo August Derleth. En el episodio "Mr. Sandman, Dream Me a Dream" se enfrentan al Sandman, quien quería dejar al mundo en un sueño eterno. En "Ciudadano Fantasma", los Cazafantasmas justo acaban de destruir al hombre malvavisco como en el clímax de la película. Muchos episodios después, los Cazafantasmas están supervisando la producción de su película basada en el incidente, prestando crédito a la historia de que la serie animada muestra a los Verdaderos Cazafantasmas, y las dos películas son adaptadas basándose en su explicación. Y en el final del episodio los mismos asisten a la premier de su película y Peter Veckman comenta "Sabes, él no se parece a mi".
"Elemental, mi querido Winston" fue el único episodio donde las etiquetas de los uniformes lucen como en las películas. En el episodio "Cómplices con Pegajoso", la psico-reactiva sustancia pegajosa de la película Ghostbusters 2 no obstante es amarilla, pero en la película es rosa. El episodio hace referencia a los eventos de la segunda película, a pesar de la inclusión a la caricatura de Louis Tully y el cambio en el peinado de Janine para parecerse a Annie Potts cuando la película fue hecha.
La serie bromeaba sobre otras caricaturas, como He-Man que lo muestran como Power Guy (El Chico Poder), un bruto que vive en el planeta Petunia (parodida del planeta Eternia) y las Tortugas Ninja Adolescentes Mutantes en el episodio "Lean Green Teen Machine".
Hay una conexión entre Lorenzo Music y Bill Murray. Lorenzo Music hizo la voz de Peter Venkman en la caricatura y Garfield en la caricatura Garfield y sus amigos mientras Murray personificó a Venkman en ambas películas e hizo la voz de Garfield en las películas en imagen real. Se sugiere también que los productores J. Michael Stravinski y Maurice LaMarche que Bill Murray causó que Lorenzo Music dejara el show, intencional o desintencionalmente.
Los únicos miembros del elenco que permanecieron fueron Frank Welker (voz de Ray Stantz y Pegajoso) y Maurice LaMarche (voz de Egon Spengler). Lorenzo Music, Arsenio Hall y Laura Summer (voces de Peter Venkman, Winston Zeddemore y Janine Melnitz, respectivamente) dejaron el show después de la tercera temporada y fueron remplazados por Dave Coulier, Buster Jones y Kath Soucie. En la cultura popular fueron limitados a parodias, con dos excepciones, una referencia fue hecha a Star Wars y Peter era un fan de The Bob Newhart Show. Kenner produjo los juguetes de Star Wars y Los verdaderos Cazafantasmas. Lorenzo Music fue cocreador de The Bob Newhart Show.
Las figuras de acción, manufacturadas por Kenner en la segunda mitad de la década de los 80, incluían algunos de los artefactos que presentaban originalmente los personajes, tales como el vehículo Ecto 1 o los proton packs (equipos de protones). Sin embargo, el diseño de los proton packs no era el mismo que se mostraba en los episodios de la caricatura, ni siquiera en los colores, ya que el juguete apareció en color azul. Resulta, al parecer, que su diseño fue tomado del episodio piloto de la caricatura, con una duración de 3:50 minutos, en el cual los diseños de los personajes lucían aún diferentes a los de la versión que saliera al aire.

## Emisión
En Estados Unidos se emitió por las cadenas ABC, USA Network y Fox Kids. Después en Nickelodeon de 1996 a 1999, en Cartoon Network en el 2002.
En México, la serie fue emitida por primera vez en Canal 13 de Imevisión (hoy TV Azteca), a mediados de 1987, en horario de 19:00 horas. Posteriormente, en los años 1992-1994, los derechos de la serie pasaron a Televisa, que emitió la serie en Canal 5. Años más tarde (1997-1998) TV Azteca volvería a transmitir la serie por Azteca 7, a las 13:00 horas, todos los días. En 2014 es retransmitida por Canal 5 los sábados y domingos a las 6:00 a. m. 
En Chile entre 1988-1995 fue emitida por TVN todos los días en las mañanas en su bloque infantil. En 1998 la serie fue adquirida por Mega y se emitió de lunes a viernes a las 17:30. 
En Venezuela fue transmitida por Radio Caracas Televisión entre 1987 y 1989. 
En Iberoamérica se emitió por las cadenas de Warner Channel, Cartoon Network, Boomerang y Tooncast. 
En España fue emitido en todos los canales autonómicos y en Minimax durante los años 90, además de emitirse en el  ya desaparecido canal por suscripción Canal Plus. También se ha doblado en catalán y emitido en El 33. En euskera, se emitió en ETB1 y décadas después, en ETB3.

## Las Caricaturas de Pegajoso /Moquete
Cuando el show fue reformateado en 1988, las caricaturas de Pegajoso/Moquete (Slimer! Cartoons) empezó transmitirse junto con Los verdaderos Cazafantasmas. La caricatura de Pegajoso/Moquete se caracterizó por presentar una temática más infantil y caricaturesca, con historias más simples en comparación a la serie de Los auténticos Cazafantasmas.
Esta caricatura se centra en las aventuras de Pegajoso/Moquete y sus amigos, el perro Fred, Bud un botones del hotel donde Pegajoso/Moquete apareció en la película, Donald un niño cazafantasmas; y sus enemigos Catherine y Jason, Chilly Cooper un conductor de un camión de helados, y Luigi un cocinero italiano, además de tener a Manx un gato como aliado y Bruiser el perro vecino que le molesta; Morris Grout el dueño del Hotel Sedgewick; y el profesor Norman Dweeb; un incompetente científico loco con un perro poodle llamado Elizabeth. La meta en la vida de Norman es capturar a Pegajoso para hacerle experimentos (este apareció en los cómics y después en la serie normal, con apariencia caricaturesca, inexplicablemente le dejaron solo tres dedos).

## Extreme Ghostbusters
Tras varios años en el negocio, los Cazafantasmas hicieron su trabajo demasiado bien, y libraron completamente a la ciudad de Nueva York de su problema de fantasmas. Tristemente, eso significa que su negocio quebró, y tuvieron que separarse. Sin embargo, Egon Spengler sigue estudiando a los fantasmas – y vigilando a aquellos presos en su unidad contenedora – e incluso da una clase de Estudios Paranomales en una universidad neoyorquina. Sólo pocos estudiantes se inscriben en su clase, pero serán suficientes para ayudar a Egon a enfrentar una nueva ola de actividad espectral que se avecina. Y ahí es donde todo comienza de nuevo. Los "estudiantes" son Eduardo Rivera, Roland Jackson, Garrett Miller y Kylie Griffin.
En 1997 en un intento por revivir la vieja franquicia otra caricatura de corta duración llamada Extreme Ghostbusters fue creada. Una nueva generación se une a Egon, Janine y Pegajoso que hace de puente entre las dos series animadas.
La nueva serie animada tuvo un notable evento donde fue pausible para los admiradores de la caricatura de 1986, en una historia de dos episodios se reúnen Egon Spengler con los otros tres cazafantasmas originales que vienen del “retiro” para vencer a las entidades.. Dave Coulier, Frank Welker y Buster Jones regresaron a reinterpretar a Peter, Ray y Winston respectivamente.
En la versión doblada al español de México las voces de Egon (Martín Soto) y Janine (Rocío Garcel) interpretan nuevamente a los mismos personajes respecto a la serie de 1986.

## En DVD
El 28 de febrero de 2006, Sony Pictures Home Entertainment puso en venta tres discos DVD de Los verdaderos Cazafantasmas para la Región 1 (Estados Unidos). Para el desanimo de los admiradores no son las temporadas en orden sino una colección de episodios individuales. Se ha especulado entre los admiradores que el volumen de las ventas determinara si se sacaran otras temporadas. Además, el logotipo original de Columbia que aparece al final de cada episodio fue reemplazado por el logotipo actual.
- Volumen 1: Creatures of the Night incluye "Night Game", "Lost and Foundry", "Bird of Kildarby", y "Killerwatt".
- Volumen 2: Spooky Spirits incluye "Ghostbuster of the Year", "Revenge of Murray the Mantis", "Drool, the Dog-Faced Goblin", y "Mr. Sandman, Dream Me a Dream".

## Doblaje
VERSIÓN HISPANOAMERICANA
| Personaje         | Actor/Actriz                                                           |
| Egon Spengler     | Martín Soto                                                            |
| Peter Venkman     | Yamil Atala, Ricardo Hill (algunos cap.)                               |
| Ray Stantz        | Pedro D'Aguillon Jr., Jorge Roig (2.ª mitad de la serie)               |
| Winston Zeddemore | Luis Alfonso Mendoza                                                   |
| Janine Melnitz    | Rocío Garcel, Patricia Acevedo (algunos cap.)                          |
| Pegajoso          | Narciso Busquets (algunos capítulos)/Carlos Magaña (resto de la serie) |

 VERSIÓN ESPAÑOLA
| Personaje         | Actor/Actriz       |
| Egon Spengler     | Eduardo Gutiérrez  |
| Peter Venkman     | Alfonso Manjavacas |
| Ray Stantz        | Juan D'ors         |
| Winston Zeddemore | Angel Quislant     |
| Janine Melnitz    | Licia Alonso       |
| Moquete           | Fran Valdivia      |